# 賴華鍾
賴華鍾，福建明溪縣人，清朝政治人物，同進士出身。
嘉慶七年（1802年）壬戌科進士，擔任四川彭县知县。